# Yola bicostata
Yola bicostata är en skalbaggsart som beskrevs av Zimmermann 1926. Yola bicostata ingår i släktet Yola och familjen dykare. Inga underarter finns listade i Catalogue of Life.